# Naváb
A naváb (arab és urdu: ’úr’), egy indiai terület muszlim vallású fejedelme, kormányzója a Mogul Birodalomban. Hindu vallású megfelelője a maharadzsa, ill. rádzsa.
A 18. században Nagy-Britanniában és Hollandiában a Brit Kelet-indiai Társaság hazatért, meggazdagodott, magas rangú tisztviselőinek elnevezése. Átvitt értelemben: dúsgazdag ember, magyar alakja ez utóbbi értelemben nábob.